# Helena Tulve
Helena Tulve   (Tartu, 28 d'abril de 1972) és una compositora estoniana.

## La vida i el treball
Helena Tulve va estudiar composició amb Alo Põldmäe a l'Escola de Música de Tallinn ("Tallinna Muusikakeskkool") i va estudiar de 1989 a 1992 amb Erkki-Sven Tuer al Conservatori Estatal de Tallinn. El 1994 es va graduar amb el Premi Premier de Jacques Charpentier al Conservatoriire de París. De 1993 a 1996 va continuar la seva formació a París. Des de l'any 2000, Helena Tulve és professora i està a l'Acadèmia de Música d'Estònia i l'Acadèmia de Teatre a Tallin i és una compositora independent. El mateix any, va rebre el premi Heino Eller de música.
Helena Tulve pertany a la jove generació experimental de compositors estonians. En contrast amb el moviment de la música neoclàssica, centrat en el ritme, Tulve se centra en el to i el so. Està molt influenciada per l'escola francesa de música espectral, la música experimental IRCAM, el cant gregorià i els estils de música oriental. Les seves obres són interpretades a tot el món.

## Obres (selecció)
- Lethe (per a conjunt de cambres, 1991)
- Èxode (per a cor de cambra, 1993)
- Öö (per a quartet de saxofon, 1997)
- à travers (per a conjunts de cambres, 1998)
- Sans titre (per a clavicèmbal, 1999)
- Sula (per a orquestra simfònica, 1999)
- Música per a la pel·lícula Somnambuul (2003)
- It is getting so dark (Opera de cambra, 2004)
- Extinction des choses vues (per a orquestra simfònica, 2007)
- Hõbevalge (per a violí i orquestra, 2008)
- Hingamisveele (per a orquestra de corda, 2011)